# Boca (episodio de Los Soprano)
"Boca" es el noveno episodio de la serie de HBO Los Soprano. Fue escrito por Jason Cahill, Robin Green y Mitchell Burgess; y dirigido por Andy Wolk. El capítulo fue estrenado el 7 de marzo de 1999 en Estados Unidos.

## Protagonistas
- James Gandolfini como Tony Soprano
- Lorraine Bracco como Dr. Jennifer Melfi
- Edie Falco como Carmela Soprano
- Michael Imperioli como Christopher Moltisanti
- Dominic Chianese como Corrado Soprano, Jr.
- Vincent Pastore como Pussy Bonpensiero *
- Steven Van Zandt como Silvio Dante
- Tony Sirico como Paulie Gualtieri
- Robert Iler como Anthony Soprano, Jr.
- Jamie-Lynn Sigler como Meadow Soprano
- y Nancy Marchand como Livia Soprano

* sólo en los créditos

### Protagonistas invitados
- John Ventimiglia como Artie Bucco
- John Heard como Vin Makazian
- Kathrine Narducci como Charmaine Bucco

#### Otros protagonistas
| - Al Sapienza como Mikey Palmice - Robyn Peterson como Bobbi Sanfillipo - Kevin O'Rourke como entrenador Don Hauser - Tony Darrow como Larry Boy Barese - Joseph Badalucco Jr. como Jimmy Altieri - Richard Portnow como Harold Melvoin - Cara Jedell como Ally Vandermeed - Candace Bailey como entrenador Don Hauser - Jaclyn Tohn como Heather Dante - Donna Marie Recco como Bebe - Nell Balaban como receptionista - Moises Belizario como hombre del FBI | - Mary Ellen Cravens como Taylor - Elaine del Valle como camarera - Steve "Inky" Ferguson como Moldonado - Brian Guzman como chico del reparto - Mark Hartman como hombre de la gorra - Patrick Husted como camarero - Marissa Jedell como Becky - Joyce Lynn O'Connor como Shelly Hauser - Annika Pergament como reportero de televisión - John Nacco como contratista - Bill Winkler como árbitro |